# Liste der Baudenkmale in Goslar - Ziegenstraße
In der Liste der Baudenkmale in Goslar - Ziegenstraße sind alle Baudenkmale in der Ziegenstraße der niedersächsischen Gemeinde Goslar aufgelistet. Die Quelle der Baudenkmale ist der Denkmalatlas Niedersachsen. Der Stand der Liste ist der 25. September 2022.

## Allgemein
In den Spalten befinden sich folgende Informationen:
- Lage: die Adresse des Baudenkmales und die geographischen Koordinaten. Kartenansicht, um Koordinaten zu setzen. In der Kartenansicht sind Baudenkmale ohne Koordinaten mit einem roten Marker dargestellt und können in der Karte gesetzt werden. Baudenkmale ohne Bild sind mit einem blauen Marker gekennzeichnet, Baudenkmale mit Bild mit einem grünen Marker.
- Bezeichnung: Bezeichnung des Baudenkmales
- Beschreibung: die Beschreibung des Baudenkmales. Unter § 3 Abs. 2 NDSchG werden Einzeldenkmale und unter § 3 Abs. 3 NDSchG Gruppen baulicher Anlagen und deren Bestandteile ausgewiesen.
- ID: die Objekt-ID des Baudenkmales
- Bild: ein Bild des Baudenkmales, ggf. zusätzlich mit einem Link zu weiteren Fotos des Baudenkmals im Medienarchiv Wikimedia Commons. Wenn man auf das Kamerasymbol klickt, können Fotos zu Baudenkmalen aus dieser Liste hochgeladen werden:

Zurück zur Hauptliste
| Lage                                          | Bezeichnung  | Beschreibung | ID       | Bild |
| --------------------------------------------- | ------------ | --- | -------- | ---- |
| Ziegenstrasse 51° 54′ 12″ N, 10° 25′ 15″ O    | Straßenraum  | | 36591178 |      |
| Ziegenstrasse 1 51° 54′ 11″ N, 10° 25′ 16″ O  | Wohnhaus     | Zweigeschossiger Fachwerkbau mit Satteldach in Ziegeldeckung, traufständig. Fassade und Nordgiebel mit Schiefer verkleidet, Südgiebel fachwerksichtig, Giebeldreieck mit Ziegeln verkleidet.                                             | 36513665 |      |
| Ziegenstrasse 1 51° 54′ 12″ N, 10° 25′ 18″ O  | Nebengebäude | Zweigeschossiger Fachwerkbau mit Walmdach in Ziegeldeckung. Fassade fachwerksichtig. | 36572203 | BW   |
| Ziegenstrasse 2 51° 54′ 12″ N, 10° 25′ 16″ O  | Wohnhaus     | Zweigeschossiger Fachwerkbau mit Satteldach in Ziegeldeckung, traufständig mit seitlichem Bauwich. Fassade mit Schiefer verkleidet. | 36513693 |      |
| Ziegenstrasse 3 51° 54′ 12″ N, 10° 25′ 16″ O  | Wohnhaus     | Zweigeschossiger Bau mit Satteldach in Ziegeldeckung, traufständig mit seitlichem Bauwich. Fassade und Nordgiebel mit Schiefer verkleidet.                                                                                               | 36513721 |      |
| Ziegenstrasse 3 51° 54′ 12″ N, 10° 25′ 16″ O  | Hinterhaus   | Eineinhalbgeschossiger Fachwerkbau mit Pultdach in Ziegeldeckung. Fassade fachwerksichtig. | 36572253 | BW   |
| Ziegenstrasse 4 51° 54′ 12″ N, 10° 25′ 15″ O  | Wohnhaus     | Zweigeschossiger Fachwerkbau mit Satteldach in Ziegeldeckung, traufständig mit seitlichem Bauwich; rechter Teil eines Doppelwohnhauses. Fassade fachwerksichtig, mit schmalen Zwischengefachen.                                          | 36513749 |      |
| Ziegenstrasse 4a 51° 54′ 13″ N, 10° 25′ 17″ O | Wohnhaus     | Zweigeschossiges Gebäude mit Satteldach in Ziegeldeckung. Fassade mit Schiefer verkleidet. | 39798189 | BW   |
| Ziegenstrasse 5 51° 54′ 12″ N, 10° 25′ 15″ O  | Wohnhaus     | Zweigeschossiger Fachwerkbau mit Satteldach in Ziegeldeckung, traufständig mit seitlichem Bauwich; linker Teil eines Doppelwohnhauses. Fassade fachwerksichtig, mit schmalen Zwischengefachen.                                           | 36513778 |      |
| Ziegenstrasse 6 51° 54′ 13″ N, 10° 25′ 15″ O  | Wohnhaus     | Zweigeschossiger Fachwerkbau mit Satteldach in Ziegeldeckung, traufständig mit seitlichen Bauwichen. Fassade mit Schiefer verkleidet, Giebelseite teilweise mit Holz verschalt.                                                          | 36513807 |      |
| Ziegenstrasse 7 51° 54′ 13″ N, 10° 25′ 14″ O  | Wohnhaus     | Zweigeschossiger Fachwerkbau mit Satteldach, traufständig mit seitlichen Bauwichen. Fassade mit Schiefer verkleidet, nördliche Giebelseite mit Ziegeln verkleidet.                                                                       | 36513835 |      |
| Ziegenstrasse 9 51° 54′ 13″ N, 10° 25′ 14″ O  | Wohnhaus     | Zweigeschossiger Fachwerkbau mit Satteldach in Ziegeldeckung, traufständig. Fassade fachwerksichtig, mit schmalen Zwischengefachen; niedriger Mauerwerkssockel, verputzt, mit Datierungsinschrift „1858“ über dem rechten Kellerfenster. | 36513863 |      |
| Ziegenstrasse 10 51° 54′ 13″ N, 10° 25′ 14″ O | Wohnhaus     | Zweigeschossiger Fachwerkbau mit Satteldach in Ziegeldeckung, traufständig. Fassade fachwerksichtig, mit schmalen Zwischengefachen; niedriger Mauerwerkssockel, verputzt.                                                                | 36513890 |      |
| Ziegenstrasse 11 51° 54′ 12″ N, 10° 25′ 14″ O | Wohnhaus     | Zweigeschossiger Fachwerkbau mit Satteldach in Ziegeldeckung, traufständig mit seitlichem Bauwich. Fassade fachwerksichtig, mit schmalen Zwischengefachen; niedriger Mauerwerkssockel, verputzt.                                         | 36513917 |      |
| Ziegenstrasse 12 51° 54′ 12″ N, 10° 25′ 15″ O | Wohnhaus     | Zweigeschossiger Fachwerkbau mit Satteldach in Ziegeldeckung und mittigem Zwerchhaus, traufständig mit seitlichen Bauwichen. Fassade fachwerksichtig, mit schmalen Zwischengefachen; niedriger Mauerwerkssockel, verputzt.               | 36513944 |      |
| Ziegenstrasse 13 51° 54′ 12″ N, 10° 25′ 15″ O | Wohnhaus     | Zweigeschossiger Fachwerkbau mit Satteldach in Ziegeldeckung, traufständig. Fassade fachwerksichtig, mit schmalen Zwischengefachen; niedriger Mauerwerkssockel, verputzt.                                                                | 36513971 |      |
| Ziegenstrasse 13 51° 54′ 12″ N, 10° 25′ 15″ O | Nebengebäude | Eineinhalbgeschossiger Fachwerkbau mit Pultdach in Ziegeldeckung, giebelständig; angebaut an ein Wohnhaus. Fassade fachwerksichtig. | 36557767 |      |
| Ziegenstrasse 14 51° 54′ 11″ N, 10° 25′ 15″ O | Wohnhaus     | Zweigeschossiger Fachwerkbau mit Satteldach in Ziegeldeckung, traufständig mit seitlichen Bauwichen. Fassade fachwerksichtig, mit schmalen Zwischengefachen; niedriger Mauerwerkssockel, verputzt.                                       | 36513999 |      |